# Campeonato Sudamericano de Football 1947
Il Campeonato Sudamericano de Football 1947 fu la ventesima edizione della Copa América. Ad organizzarla fu l'Ecuador e tutte le partite si tennero all'Estadio George Capwell di Guayaquil dal 30 novembre al 31 dicembre 1947.

## Nazionali partecipanti
| N° | Nazione   | Iscrizione CONMEBOL | Note                         |
| -- | --------- | ------------------- | ---------------------------- |
| 1  | Argentina | 1916                | Detentore Coppa America 1946 |
| 2  | Brasile   | 1916                | Rinuncia                     |
| 3  | Cile      | 1916                |                              |
| 4  | Uruguay   | 1916                |                              |
| 5  | Paraguay  | 1921                |                              |
| 6  | Perù      | 1925                |                              |
| 7  | Bolivia   | 1926                |                              |
| 8  | Ecuador   | 1927                | Nazione ospitante            |
| 9  | Colombia  | 1936                |                              |

## Formula
La formula prevedeva che le otto squadre partecipanti si affrontassero in un unico girone all'italiana, la cui prima classificata avrebbe vinto il torneo. Per ogni vittoria si attribuivano 2 punti, 1 per ogni pareggio e 0 per ogni sconfitta.

## Risultati
30 novembre 1947
| Ecuador     | 2 - 2 (2-2) | Bolivia          | Estadio George Capwell, Guayaquil Arbitro: Luis Alberto Fernández (Uruguay) |
| Jiménez 1'  |             | B. Gutiérrez 26' | Estadio George Capwell, Guayaquil Arbitro: Luis Alberto Fernández (Uruguay) |
| Jiménez 24' |             | B. Gutiérrez 44' |                                                                             |

2 dicembre 1947
| Uruguay    | 2 - 0 (1-0) | Colombia | Estadio George Capwell, Guayaquil Arbitro: Juan José Alvarez (Argentina) |
| Falero 26' |             |          | Estadio George Capwell, Guayaquil Arbitro: Juan José Alvarez (Argentina) |
| Britos 61' |             |          |                                                                          |

| Argentina   | 6 - 0 (3-0) | Paraguay | Estadio George Capwell, Guayaquil Arbitro: Víctor Francisco Rivas (Cile) |
| Moreno 10'  |             |          | Estadio George Capwell, Guayaquil Arbitro: Víctor Francisco Rivas (Cile) |
| Loustau 22' |             |          |                                                                          |
| Pontoni 40' |             |          |                                                                          |
| Pontoni 50' |             |          |                                                                          |
| Pontoni 82' |             |          |                                                                          |
| Méndez 87'  |             |          |                                                                          |

4 dicembre 1947
| Argentina      | 7 - 0 (3-0) | Bolivia | Estadio George Capwell, Guayaquil Arbitro: Federico Muñoz Medina (Ecuador) |
| Méndez 3'      |             |         | Estadio George Capwell, Guayaquil Arbitro: Federico Muñoz Medina (Ecuador) |
| Pontoni 22'    |             |         |                                                                            |
| Méndez 44'     |             |         |                                                                            |
| Loustau 56'    |             |         |                                                                            |
| Boyé 58'       |             |         |                                                                            |
| Di Stéfano 62' |             |         |                                                                            |
| Boyé 76'       |             |         |                                                                            |

| Ecuador | 0 - 0 | Colombia | Estadio George Capwell, Guayaquil Arbitro: Mario Rubén Heyn (Paraguay) |

6 dicembre 1947
| Perù         | 2 - 2 (1-1) | Paraguay     | Estadio George Capwell, Guayaquil Arbitro: Luis Alberto Fernández (Uruguay) |
| Castillo 17' |             | Villalba 38' | Estadio George Capwell, Guayaquil Arbitro: Luis Alberto Fernández (Uruguay) |
| Mosquera 63' |             | Marín 74'    |                                                                             |

| Uruguay      | 6 - 0 (3-0) | Cile | Estadio George Capwell, Guayaquil Arbitro: Juan José Alvarez (Argentina) |
| Sarro 9'     |             |      | Estadio George Capwell, Guayaquil Arbitro: Juan José Alvarez (Argentina) |
| Falero 39'   |             |      |                                                                          |
| Falero 42'   |             |      |                                                                          |
| Gambetta 68' |             |      |                                                                          |
| Magliano 88' |             |      |                                                                          |
| Magliano 89' |             |      |                                                                          |

9 dicembre 1947
| Cile         | 2 - 1 (1-0) | Perù      | Estadio George Capwell, Guayaquil Arbitro: Juan José Alvarez (Argentina) |
| Varela 25'   |             | López 72' | Estadio George Capwell, Guayaquil Arbitro: Juan José Alvarez (Argentina) |
| Busquets 71' |             |           |                                                                          |

| Uruguay     | 3 - 0 (1-0) | Bolivia | Estadio George Capwell, Guayaquil Arbitro: Mario Rubén Heyn (Paraguay) |
| Magliano 9' |             |         | Estadio George Capwell, Guayaquil Arbitro: Mario Rubén Heyn (Paraguay) |
| Falero 50'  |             |         |                                                                        |
| Falero 79'  |             |         |                                                                        |

11 dicembre 1947
| Cile         | 3 - 0 (0-0) | Ecuador | Estadio George Capwell, Guayaquil Arbitro: Juan José Alvarez (Argentina) |
| Peñaloza 51' |             |         | Estadio George Capwell, Guayaquil Arbitro: Juan José Alvarez (Argentina) |
| López 62'    |             |         |                                                                          |
| López 72'    |             |         |                                                                          |

| Argentina      | 3 - 2 (1-1) | Perù              | Estadio George Capwell, Guayaquil Arbitro: Luis Alberto Fernández (Uruguay) |
| Moreno 41'     |             | Gómez Sánchez 25' | Estadio George Capwell, Guayaquil Arbitro: Luis Alberto Fernández (Uruguay) |
| Di Stéfano 55' |             | López 65'         |                                                                             |
| Boyé 56'       |             |                   |                                                                             |

13 dicembre 1947
| Colombia | 0 - 0 | Bolivia | Estadio George Capwell, Guayaquil Arbitro: Luis Alberto Fernández (Uruguay) |

| Paraguay     | 4 - 2 (0-1) | Uruguay     | Estadio George Capwell, Guayaquil Arbitro: Juan José Alvarez (Argentina) |
| Genés 52'    |             | Magliano 3' | Estadio George Capwell, Guayaquil Arbitro: Juan José Alvarez (Argentina) |
| Marín 76'    |             | Britos 47'  |                                                                          |
| Genés 79'    |             |             |                                                                          |
| Villalba 89' |             |             |                                                                          |

16 dicembre 1947
| Uruguay    | 6 - 1 (5-0) | Ecuador     | Estadio George Capwell, Guayaquil Arbitro: Victor Francisco Rivas (Cile) |
| Falero 19' |             | Garnica 51' | Estadio George Capwell, Guayaquil Arbitro: Victor Francisco Rivas (Cile) |
| Falero 21' |             |             |                                                                          |
| Puente 24' |             |             |                                                                          |
| García 28' |             |             |                                                                          |
| Sarro 35'  |             |             |                                                                          |
| Puente 89' |             |             |                                                                          |

| Argentina      | 1 - 1 (1-1) | Cile      | Estadio George Capwell, Guayaquil Arbitro: Luis Alberto Fernández (Uruguay) |
| Di Stéfano 12' |             | Riera 37' | Estadio George Capwell, Guayaquil Arbitro: Luis Alberto Fernández (Uruguay) |

18 dicembre 1947
| Paraguay   | 3 - 1 (3-0) | Bolivia      | Estadio George Capwell, Guayaquil Arbitro: Juan José Alvarez (Argentina) |
| Marín 5'   |             | González 71' | Estadio George Capwell, Guayaquil Arbitro: Juan José Alvarez (Argentina) |
| Genés 20'  |             |              |                                                                          |
| Avalos 25' |             |              |                                                                          |

| Argentina      | 6 - 0 (3-0) | Colombia | Estadio George Capwell, Guayaquil Arbitro: Alfredo Alvarez (Bolivia) |
| Fernández 7'   |             |          | Estadio George Capwell, Guayaquil Arbitro: Alfredo Alvarez (Bolivia) |
| Di Stéfano 30' |             |          |                                                                      |
| Boyé 38'       |             |          |                                                                      |
| Loustau 55'    |             |          |                                                                      |
| Di Stéfano 62' |             |          |                                                                      |
| Di Stéfano 75' |             |          |                                                                      |

20 dicembre 1947
| Ecuador | 0 - 0 | Perù | Estadio George Capwell, Guayaquil Arbitro: Mario Rubén Heyn (Paraguay) |

| Paraguay | 2 - 0 (?-0) | Colombia | Estadio George Capwell, Guayaquil Arbitro: Federico Muñoz Medina (Ecuador) |
| Villalba |             |          | Estadio George Capwell, Guayaquil Arbitro: Federico Muñoz Medina (Ecuador) |
| Villalba |             |          |                                                                            |

23 dicembre 1942
| Perù              | 5 - 1 (1-0) | Colombia   | Estadio George Capwell, Guayaquil Arbitro: Federico Muñoz Medina (Ecuador) |
| Mosquera 3'       |             | Arango 48' | Estadio George Capwell, Guayaquil Arbitro: Federico Muñoz Medina (Ecuador) |
| Guzmán 53'        |             |            |                                                                            |
| Gómez Sánchez 67' |             |            |                                                                            |
| Guzmán 79'        |             |            |                                                                            |
| Gómez Sánchez 81' |             |            |                                                                            |

| Paraguay     | 1 - 0 (0-0) | Cile | Estadio George Capwell, Guayaquil Arbitro: Juan José Alvarez (Argentina) |
| Villalba 60' |             |      | Estadio George Capwell, Guayaquil Arbitro: Juan José Alvarez (Argentina) |

25 dicembre 1947
| Argentina                                                        | 2 - 0 (0-0) | Ecuador | Estadio George Capwell, Guayaquil Arbitro: Alfredo Alvarez (Bolivia)* \| Sostituito per infortunio al 35' da Mario Rubén Heyn (Paraguay). \| |
| Moreno 30'                                                       |             |         | Estadio George Capwell, Guayaquil Arbitro: Alfredo Alvarez (Bolivia)* \| Sostituito per infortunio al 35' da Mario Rubén Heyn (Paraguay). \| |
| Méndez 72'                                                       |             |         | |
| Sostituito per infortunio al 35' da Mario Rubén Heyn (Paraguay). |             |         | |

26 dicembre 1947
| Uruguay    | 1 - 0 (0-0) | Perù | Estadio George Capwell, Guayaquil Arbitro: Victor Francisco Rivas (Cile) |
| Falero 74' |             |      | Estadio George Capwell, Guayaquil Arbitro: Victor Francisco Rivas (Cile) |

27 dicembre 1947
| Perù            | 2 - 0 (0-0) | Bolivia | Estadio George Capwell, Guayaquil Arbitro: Mario Rubén Heyn (Paraguay) |
| J. Castillo 73' |             |         | Estadio George Capwell, Guayaquil Arbitro: Mario Rubén Heyn (Paraguay) |
| Guzmán 82'      |             |         |                                                                        |

28 dicembre 1947
| Argentina   | 3 - 1 (1-0) | Uruguay    | Estadio George Capwell, Guayaquil Arbitro: Mario Rubén Heyn (Paraguay) |
| Méndez 30'  |             | Britos 74' | Estadio George Capwell, Guayaquil Arbitro: Mario Rubén Heyn (Paraguay) |
| Méndez 46'  |             |            |                                                                        |
| Loustau 82' |             |            |                                                                        |

29 dicembre 1947
| Paraguay | 4 - 0 (?-0) | Ecuador | Estadio George Capwell, Guayaquil Arbitro: Luis Alberto Fernández (Uruguay) |
| Marín    |             |         | Estadio George Capwell, Guayaquil Arbitro: Luis Alberto Fernández (Uruguay) |
| Marín    |             |         |                                                                             |
| Marín    |             |         |                                                                             |
| Genés    |             |         |                                                                             |

| Cile       | 4 - 1 (1-0) | Colombia         | Estadio George Capwell, Guayaquil Arbitro: Juan José Alvarez (Argentina) |
| Prieto 28' |             | Ra. Granados 90' | Estadio George Capwell, Guayaquil Arbitro: Juan José Alvarez (Argentina) |
| Sáez 75'   |             |                  |                                                                          |
| Riera 78'  |             |                  |                                                                          |
| Sáez 88'   |             |                  |                                                                          |

31 dicembre 1947
| Cile             | 4 - 3 (2-0) | Bolivia    | Estadio George Capwell, Guayaquil Arbitro: Federico Muñoz Medina (Ecuador) |
| Aráoz (aut.) 30' |             | Tapia 77'  | Estadio George Capwell, Guayaquil Arbitro: Federico Muñoz Medina (Ecuador) |
| Sáez 44'         |             | Tardío 84' |                                                                            |
| Infante 50'      |             | Orgaz 88'  |                                                                            |
| López 51'        |             |            |                                                                            |

## Classifica finale
| Pos. | Squadra   | Pt | G | V | N | P | GF | GS | DR  |
| ---- | --------- | -- | - | - | - | - | -- | -- | --- |
| 1.   | Argentina | 13 | 7 | 6 | 1 | 0 | 28 | 4  | +24 |
| 2.   | Paraguay  | 11 | 7 | 5 | 1 | 1 | 16 | 11 | +5  |
| 3.   | Uruguay   | 10 | 7 | 5 | 0 | 2 | 21 | 8  | +13 |
| 4.   | Cile      | 9  | 7 | 4 | 1 | 2 | 14 | 13 | +1  |
| 5.   | Perù      | 6  | 7 | 2 | 2 | 3 | 12 | 9  | +3  |
| 6.   | Ecuador   | 3  | 7 | 0 | 3 | 4 | 3  | 17 | -14 |
| 7.   | Bolivia   | 2  | 7 | 0 | 2 | 5 | 6  | 21 | -15 |
| 8.   | Colombia  | 2  | 7 | 0 | 2 | 5 | 2  | 19 | -17 |

## Classifica marcatori
8 gol
- Falero.

6 gol
- Di Stéfano e Méndez;
- Marín.

5 gol
- Villalba.

4 gol
- Genés;
- Boyé, Loustau e Pontoni.

3 gol
- Moreno;
- Gómez Sánchez e Guzmán;
- Britos e Magliano.

2 gol
- B. Gutierrez;
- Riera e Sáez;
- Jiménez;
- López e Mosquera;
- Puente e Sarro.

1 gol
- Fernández;
- González, Orgaz, Tapia e Tardío;
- Busquets, Infante, Peñaloza e Varela;
- Arango e Ra. Granados;
- Garnica;
- Avalos;
- F. Castillo e J. Castillo
- Gambetta e García.

autoreti
- Aráoz (pro Cile).

## Arbitri
- Juan José Álvarez
- Alfredo Álvarez
- Víctor Francisco Rivas
- Federico Muñoz Medina
- Mario Rubén Heyn
- Luis Alberto Fernández